# Gouvernement Tebboune
République algérienne
Sellal IV Ouyahia X
Le gouvernement Tebboune est le gouvernement de l'Algérie du 25 mai au 15 août 2017, à la suite de la nomination puis du limogeage du poste de Premier ministre d'Abdelmadjid Tebboune.

## Historique et formation
Ce gouvernement est constitué à la suite des élections législatives 2017 mais sans changement dans l'équilibre politique. C'est Abdelmadjid Tebboune ministre sortant de l'Habitat et du Commerce par intérim qui est nommé Premier ministre. Le reste du gouvernement est nommé le 25 mai 2017, le jour de la prise de fonction du nouveau Premier ministre.
On note le remplacement de quinze ministres, notamment : 
1. le ministre des Affaires étrangères : Ramtane Lamamra, remplacé par Abdelkader Messahel et le ministère des Affaires maghrébines est absorbé par le ministère des Affaires étrangères ;
2. le ministre de l'Industrie et des Mines : Abdeslam Bouchouareb, remplacé par Mahdjoub Bedda ;
3. le ministre des Finances : Hadji Baba Ammi, remplacé par Abderrahmane Raouya ;
4. le ministre de l'Énergie : Nourredine Boutarfa, remplacé par Mustapha Guitouni.
5. le ministre de la Santé, de la population et de la réforme hospitalière Abdelmalek Boudiaf remplacé par Mokhtar Hazbellaoui, professeur en médecine

Le 28 mai 2017, le ministre du Tourisme et de l'Artisanat, Messaoud Benagoun, est démis de ses fonctions pour après des révélations sur ses déboires judiciaires. L'affaire fait grand bruit sur les réseaux sociaux et la presse algérienne sur lesquels les Algériens raillent « les dysfonctionnements au plus haut sommet de l’État ». Le poste restera vacant pendant 46 jours jusqu'à que, le 12 juillet 2017, le président Abdelaziz Bouteflika, nomme Hacène Mermouri, pour lui succéder. C'est la première fois depuis l'arrivée de Bouteflika, qu'un poste ministériel reste vacant si longtemps.
Le 23 juin 2017, en vertu d'une disposition introduite par la révision constitutionnelle de 2016, le gouvernement obtient la confiance par 402 voix pour sur 454.

## Composition
- Président de la République, ministre de la Défense nationale : Abdelaziz Bouteflika
- Vice-ministre de la Défense nationale et chef d'état-major : Ahmed Gaïd Salah
- Ministre des Affaires étrangères : Abdelkader Messahel
- Ministre de l'Intérieur, des Collectivités locales et de l'Aménagement du territoire : Noureddine Bedoui
- Ministre de la Justice, Garde des Sceaux : Tayeb Louh
- Ministre des Finances : Abderrahmane Raouya
- Ministre de l'Énergie : Mustapha Guitouni
- Ministre des Moudjahidine : Tayeb Zitouni
- Ministre des Affaires religieuses et des Wakfs : Mohamed Aïssa
- Ministre de l'Éducation nationale : Nouria Benghabrit-Remaoun
- Ministre de l’Enseignement supérieur et de la recherche scientifique : Tahar Hadjar
- Ministre de la Formation et de l’enseignement professionnels : Mohamed Mebarki
- Ministre de la Culture : Azzedine Mihoubi
- Ministre de la Poste, des Télécommunications, des Technologies et du Numérique : Houda Imane Feraoun
- Ministre de la Jeunesse et des Sports :  El Hadi Ould Ali
- Ministre de la Solidarité nationale, de la Famille et de la Condition féminine : Ghania Eddalia
- Ministre de l'Industrie et des Mines : Mahdjoub Bedda
- Ministre de l’Agriculture, du Développement rural et de la Pêche :  Abdelkader Bouazghi
- Ministre de l’Habitat, de l’Urbanisme et de la Ville : Youcef Cherfa
- Ministre du Commerce : Ahmed Saci
- Ministre de la Communication : Djamel Kaouane
- Ministre des Travaux publics et des Transports : Abdelghani Zaalane
- Ministre des Ressources en eaux : Hocine Necib
- Ministre du Tourisme et de l’Artisanat :
  - Messaoud Benagoun (jusqu'au 28 mai 2017)
  - Hacène Mermouri[9] (à partir du 12 juillet 2017)
- Ministre de la Santé, de la Population et de la Réforme hospitalière : Mokhtar Hasbellaoui
- Ministre du Travail, de l’Emploi et de la Sécurité sociale : Mourad Zemali
- Ministre des Relations avec le Parlement : Tahar Khaoua
- Ministre de l’Environnement et des Énergies renouvelables : Fatma Zohra Zerouati

## Trombinoscope

### Premier ministre
| Image                | Fonction         | Nom                  | Parti |
| -------------------- | ---------------- | -------------------- | ----- |
| Abdelmadjid Tebboune | Premier ministre | Abdelmadjid Tebboune | FLN   |

### Ministres
| Image               | Fonction                                                                             | Nom                       | Parti |
| ------------------- | ------------------------------------------------------------------------------------ | ------------------------- | ----- |
| Abdelkader Messahel | Ministre des Affaires étrangères                                                     | Abdelkader Messahel       |       |
|                     | Vice-ministre de la Défense nationale                                                | Ahmed Gaïd Salah          |       |
|                     | Ministre de l’Intérieur, des Collectivités locales et de l'Aménagement du territoire | Noureddine Bedoui         |       |
|                     | Ministre de la Justice, Garde des Sceaux                                             | Tayeb Louh                | FLN   |
|                     | Ministre des Finances                                                                | Abderrahmane Raouya       |       |
|                     | Ministre de l'Industrie et des Mines                                                 | Mahdjoub Bedda            | RND   |
|                     | Ministre de l'Énergie                                                                | Mustapha Guitouni         |       |
|                     | Ministre des Moudjahidine                                                            | Tayeb Zitouni             | RND   |
|                     | Ministre des Affaires religieuses et des Wakfs                                       | Mohamed Aïssa             |       |
|                     | Ministre du Commerce                                                                 | Ahmed Saci                |       |
|                     | Ministre du Tourisme et de l'Artisanat                                               | Hacène Mermouri           |       |
|                     | Ministre de l’Agriculture, du Développement rural et de la Pêche                     | Abdelkader Bouazghi       |       |
|                     | Ministre des Ressources en eaux                                                      | Hocine Necib              |       |
|                     | Ministre de l’Environnement et des Énergies renouvelables                            | Fatma Zohra Zerouati      | TAJ   |
|                     | Ministre de l’Habitat, de l’Urbanisme et de la Ville                                 | Youcef Cherfa             |       |
|                     | Ministre des Travaux publics et des Transports                                       | Abdelghani Zaalane        |       |
|                     | Ministre de l'Éducation nationale                                                    | Nouria Benghabrit-Remaoun |       |
|                     | Ministre de l'Enseignement supérieur et de la Recherche scientifique                 | Tahar Hadjar              | FLN   |
|                     | Ministre de la Formation et de l’Enseignement professionnels                         | Mohamed Mebarki           |       |
|                     | Ministre du Travail, de l’Emploi et de la Sécurité sociale                           | Mourad Zemali             |       |
|                     | Ministre de la Culture                                                               | Azzedine Mihoubi          | RND   |
|                     | Ministre de la Solidarité nationale, de la Famille et de la Condition de la femme    | Ghania Eddalia            | FLN   |
|                     | Ministre des Relations avec le Parlement                                             | Tahar Khaoua              | FLN   |
|                     | Ministre de la Santé, de la Population et de la Réforme hospitalière                 | Mokhtar Hasbellaoui       |       |
|                     | Ministre de la Jeunesse et des Sports                                                | El Hadi Ould Ali          |       |
|                     | Ministre de la Communication                                                         | Djamel Kaouane            |       |
|                     | Ministre de la Poste et des Technologies de l’information et de la communication     | Houda-Imane Faraoun       |       |